# 新皮德察列維奇
51°20′0″N 25°48′43″E / 51.33333°N 25.81194°E
新皮德察列維奇（烏克蘭語：Нові Підцаревичі）是烏克蘭西部的村莊，隸屬沃倫州的卡明-卡希爾斯基區。該村始建於1583年，面積16.6平方公里，海拔高度161米，2001年人口406，人口密度每平方公里24.46人。